# 芸西村
芸西村（げいせいむら）は、高知県南東部の安芸郡に属する村。

## 概要
人口は海岸沿いの旧和食村に集中している。1954年、和食村・馬ノ上村・西分村の合併により誕生し、翌1955年には、東川村久重山、道家、国光地区（残りは香美郡香我美町、夜須町に編入）を編入した。平成の大合併においては、現在の香南市を構成する香美郡南部の5町村とともに合併する構想があり、協議会が設置されていた。

## 地理
高知県東部に位置し、南北に細長い。

### 地形

#### 山地
主な山
- 三辻森

#### 河川
主な川
- 和食川
- 赤野川

#### 湖沼
主な池
- 奥出池

#### 海洋
- 土佐湾 - 今後発生が予見されている南海トラフ巨大地震の際には、町内の海岸に最大13mの津波が到達することが予想されている[1]。

### 人口
| |                                        |  |
| 芸西村と全国の年齢別人口分布（2005年） | 芸西村の年齢・男女別人口分布（2005年） |  |
| ■紫色 ― 芸西村 ■緑色 ― 日本全国 | ■青色 ― 男性 ■赤色 ― 女性              |  |
| 芸西村（に相当する地域）の人口の推移 \| 1970年（昭和45年） \| 4,601人 \| \| \| 1975年（昭和50年） \| 4,530人 \| \| \| 1980年（昭和55年） \| 4,653人 \| \| \| 1985年（昭和60年） \| 4,739人 \| \| \| 1990年（平成2年） \| 4,539人 \| \| \| 1995年（平成7年） \| 4,383人 \| \| \| 2000年（平成12年） \| 4,366人 \| \| \| 2005年（平成17年） \| 4,208人 \| \| \| 2010年（平成22年） \| 4,048人 \| \| \| 2015年（平成27年） \| 3,858人 \| \| \| 2020年（令和2年） \| 3,694人 \| \| |                                        |  |
| 総務省統計局 国勢調査より |                                        |  |
| 1970年（昭和45年） | 4,601人                                |  |
| 1975年（昭和50年） | 4,530人                                |  |
| 1980年（昭和55年） | 4,653人                                |  |
| 1985年（昭和60年） | 4,739人                                |  |
| 1990年（平成2年） | 4,539人                                |  |
| 1995年（平成7年） | 4,383人                                |  |
| 2000年（平成12年） | 4,366人                                |  |
| 2005年（平成17年） | 4,208人                                |  |
| 2010年（平成22年） | 4,048人                                |  |
| 2015年（平成27年） | 3,858人                                |  |
| 2020年（令和2年） | 3,694人                                |  |

### 隣接自治体
高知県
- 安芸市
- 香南市

## 歴史

### 沿革
昭和
- 1954年（昭和29年）7月20日 - 和食村・馬ノ上村・西分村が合併して発足。
- 1955年（昭和30年）4月1日 - 香美郡東川村の一部（大字久重山・道家・国光）を編入。
- 1956年（昭和31年）4月1日 - 和食・西分・馬ノ上の各小学校を統合し、芸西小学校が開校。
- 1963年（昭和38年） - 芸西小学校長谷寄分校を芸西小学校に統合。
- 1970年（昭和45年） - 安芸高校芸西分校を本校に統合。
- 1971年（昭和46年） - 芸西小学校白髪分校を芸西小学校に統合。
- 1974年（昭和49年）4月1日 - 土佐電気鉄道安芸線廃止。村内には長谷寄駅・西分駅・和食駅があった。
- 1976年（昭和51年） - 久重小学校を芸西小学校に統合。

平成
- 2002年（平成14年）7月1日 - 土佐くろしお鉄道ごめん・なはり線開業。村内に西分駅・和食駅設置。

## 政治

### 行政

#### 村長
現職村長
- 村長: 溝渕孝（みぞぶちたかし）
  - 2016年（平成28年）11月就任

歴代村長
初代村長の岡村雅夫は、1946年に旧西分村の官選村長に就任以来、1996年に辞職するまでの50年間村長を務めた。旧西分村時代から13回連続当選（無投票当選10回）は、首長選挙における多選記録である。

## 施設

### 警察
- 安芸警察署芸西駐在所 - 安芸郡芸西村和食甲1299番地1

### 医療
主な病院
- 芸西病院

### 郵便局
主な郵便局
- 芸西郵便局

### 運動施設
- 芸西憩ヶ丘運動公園
  - 芸西憩ヶ丘運動公園野球場

## 経済
主要産業は、農業・林業が主である。

### 第一次産業

#### 農業
- なす
- ピーマン
- 黒糖
- 花卉 - 2011年1月にドイツで開かれた国際園芸見本市で芸西村から出品されたブルースターの品種登録名「ピュアブルー」が品評会の切り花部門で最優秀に選ばれた。[2]　。

#### 林業
山間部は林業が盛んであったが、過疎高齢化が著しく、白髪地区のように消滅した集落もある。

#### 漁業
主な漁港
- 西分漁港

### 第二次産業

#### 製造業
- 製糖 - 伝承館

### 第三次産業

#### 商業
主な商業施設
- サンシャイン芸西店

## 生活基盤

### ライフライン

#### 電力
- 四国の自治体で初めて特定規模電気事業者から電力供給を受けている[3]　。

## 教育・研究機関

### 中学校
村立
- 芸西村立芸西中学校

### 小学校
村立
- 芸西村立芸西小学校

### 幼児教育

#### 幼稚園
村立
- 芸西村立芸西幼稚園

#### 保育所
村立
- 芸西村立芸西保育所

## 交通

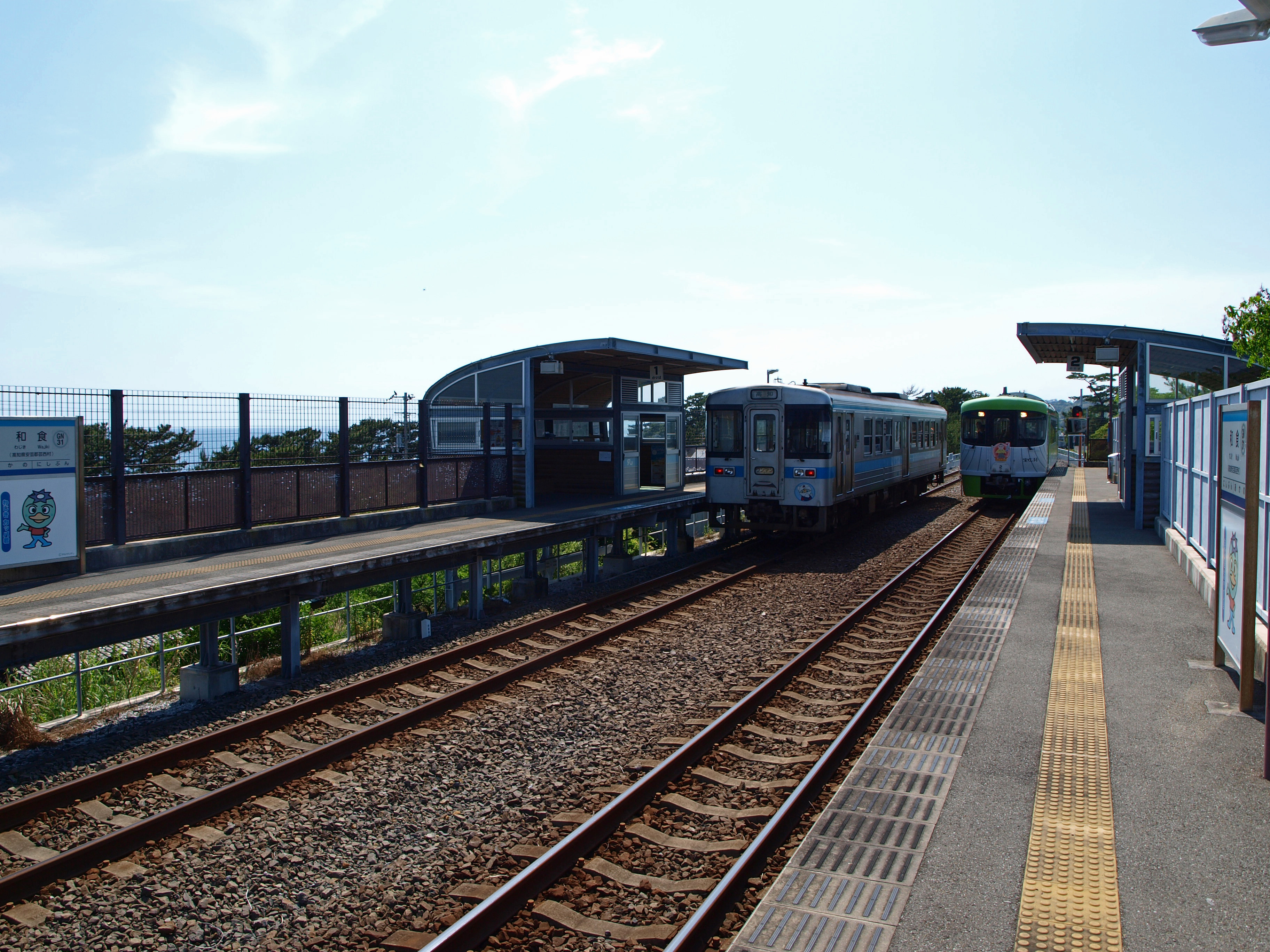
和食駅

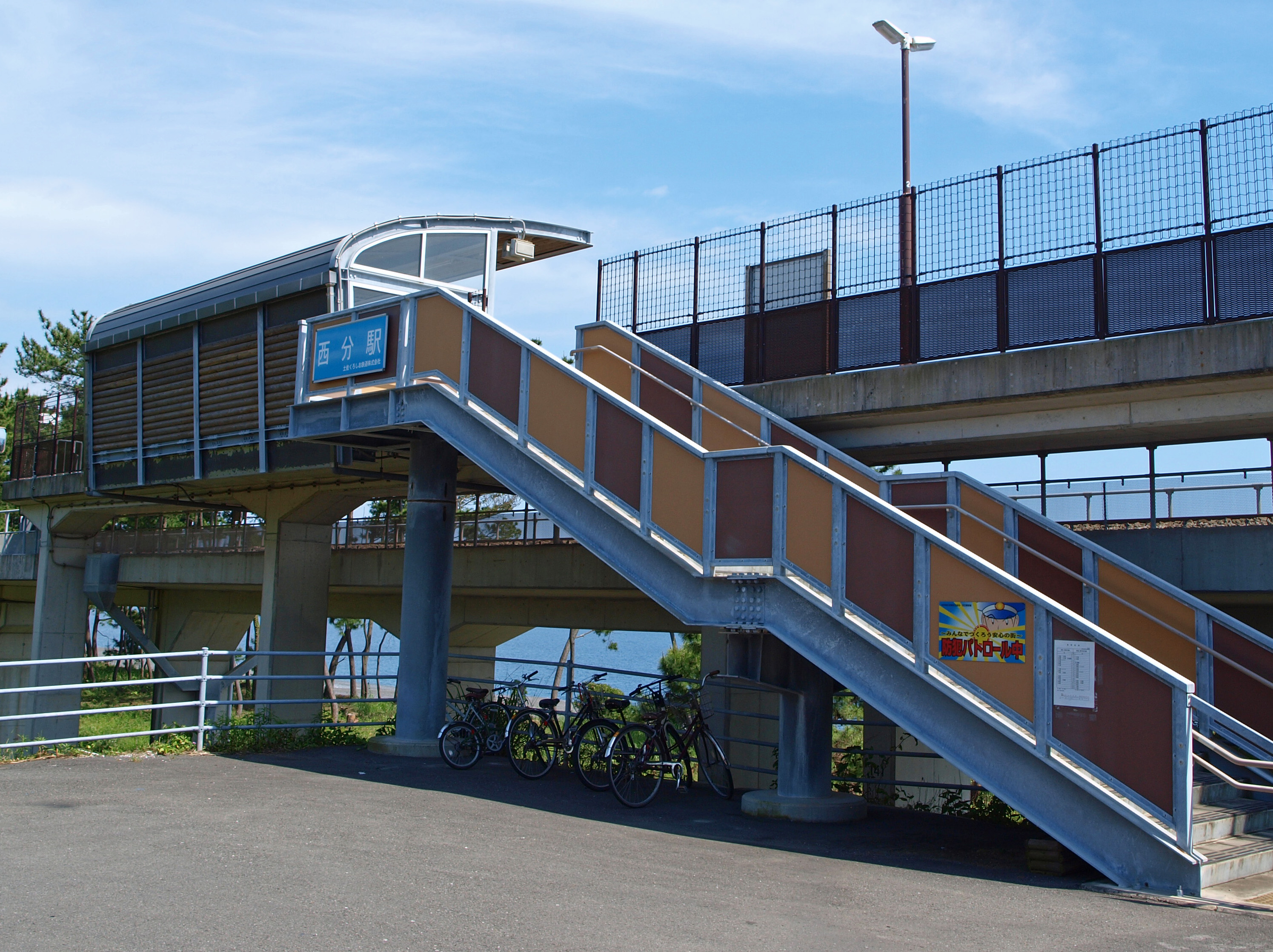
西分駅

### 空路

#### 空港
- 村内に空港は存在しない。最寄りの空港は、高知龍馬空港（南国市）である。

### 鉄道
- 土佐くろしお鉄道
  - ごめん・なはり線：西分駅 - 和食駅

### 路線バス
- 高知東部交通 - とさでん交通グループ。高知市・南国市・香南市・芸西村・安芸市の4市1村を直通する安芸線を運行する。
  - 県庁前・桟橋通五丁目 - はりまや橋 - 後免町 - 野市龍河洞通 - 赤岡南町 - 夜須駅 - 西寄 - 芸西西分 - 和食 - 安芸営業所 - 安芸駅
- 芸西村おでかけバス - 村内各地を運行。

### 道路

#### 国道
- 国道55号

#### 県道
- 高知県道216号羽尾琴浜線

### 港湾
- 西分漁港

## 観光

### 名所・旧跡
主な寺院
- 永正寺
- 瓜生谷観音堂
- 長谷地蔵尊

主な神社
- 御林神社
- 坂本神社
- 仁井田神社

主な史跡
- 千屋家墓所

### 観光スポット
- 琴ヶ浜（白砂青松）

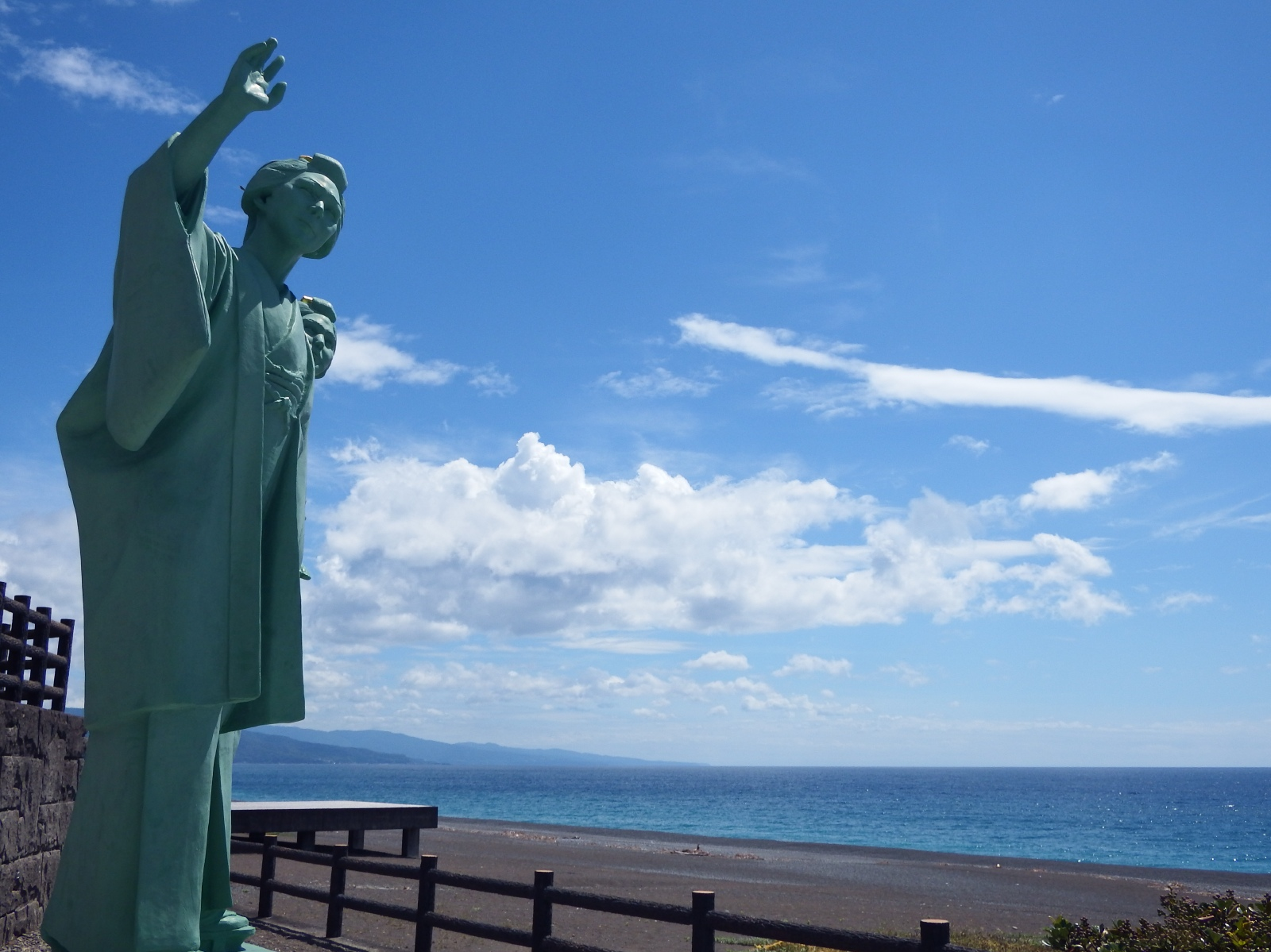
琴ヶ浜（お龍と君枝）

- 芸西天文学習館 - 70cm反射望遠鏡を有する。
- 芸西村筒井美術館（芸西村出身の画家・筒井広道の作品を中心に展示）
- 伝承館 - 製糖作業を行っている。
- Kochi黒潮カントリークラブ - 毎年11月にはカシオワールドオープンゴルフトーナメントが開催される。
- 芸西村西分漁港周辺（住吉海岸）のメランジュ[4] - 高知県天然記念物
- 芸西村文化資料館
- 琴ヶ浜松原野外劇場
- よさこい温泉

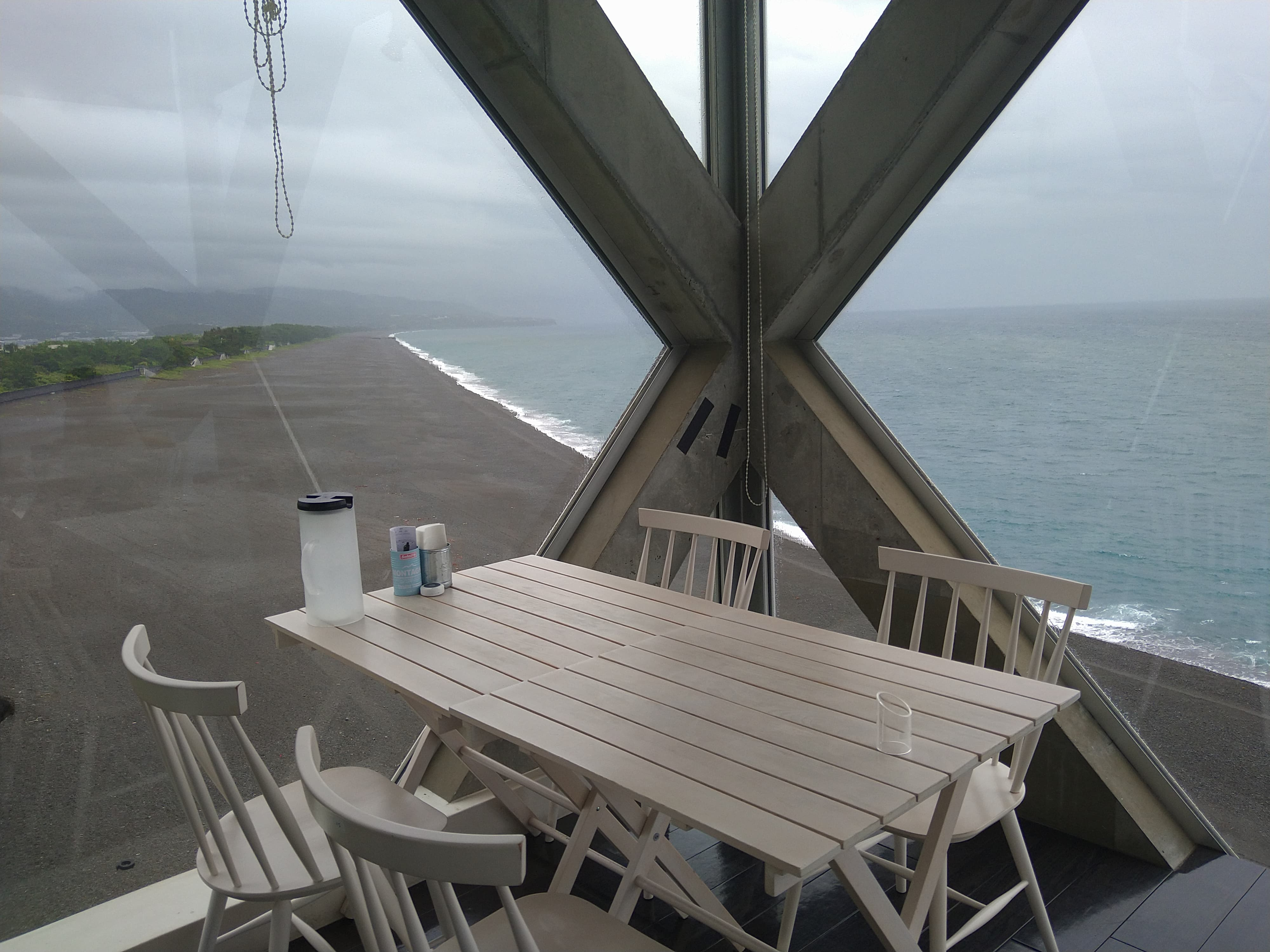
琴ヶ浜　SEA HOUSEより望む

- SEA HOUSE(レストラン シーハウス） - 太平洋と青空が一望しながら料理を味わう空間。四国八十八景24番選定。

#### 集落活動センター
- 集落活動センターげいせい[5]

## 文化・名物

### 祭事・催事
- 観月の宴 - 中秋の名月の頃、琴ヶ浜で開催される[6]　。
- 竹灯りの宵
- 魚籃観音祭

### 名産・特産
- ナス
- ピーマン
- 黒糖
- 花卉（ブルースター）[7]。

## 出身関連著名人
- 公文克彦（プロ野球選手）